# Order Zasługi Wojskowej (Toskania)
Order Zasługi Wojskowej (wł. Ordine al Merito Militare) – nadawane w latach 1853-1860 odznaczenie wojskowe Wielkiego Księstwa Toskanii, następnie order domowy linii toskańskiej Habsburgów Lotaryńskich przemianowany na Order Zasługi Cywilnej i Wojskowej w 1861, a od 2007 na Order Zasługi Cywilnej.

## Historia i insygnia
Order został ustanowiony 19 grudnia 1853 przez przedostatniego wielkiego księcia Toskanii Leopolda II z dynastii Habsburgów Lotaryńskich jako odznaczenie za nadzwyczajne zasługi wojskowe.
Order posiadał trzy klasy:
- Klasa I – Krzyż Wielki – dla oficerów, nadawała dziedziczne szlachectwo oraz dożywotnią pensję
- Klasa II – Komandor – dla oficerów, nadawała osobiste i dożywotnie szlachectwo oraz pensję
- Klasa III – Kawaler – dla podoficerów i szeregowych, odznaczeni otrzymywali dożywotnią pensję.

18 marca 1860, po przejęciu Toskanii przez dynastię sabaudzką, order został oficjalnie zniesiony i nie był już nadawany na terenie Włoch. Obecnie jest jednym z orderów domowych pretendentów do tronu Toskanii z rodu Habsburgów Lotaryńskich-Toskańskich.
Pozbawiony w 1860 tronu Toskanii wielki książę Ferdynand IV zmienił w latach 1861-1862 statuty odznaczenia, reorganizując je jako pięcioklasowe według schematu Legii Honorowej oraz ustanowił związany z orderem i noszony na jego wstążce trójklasowy (według innych danych posiadający pięć klas) medal zasługi. Zmienił też nazwę na "Order Zasługi Cywilnej i Wojskowej". Obecnym Wielkim Mistrzem jest tytularny w. ks. Toskanii, arcyksiążę Sigismund von Österreich-Toskana (ur. 1966). W lutym 2007 aks. Zygmunt Toskański zmienił statuty orderu, który odtąd nosi nazwę "Orderu Zasługi Cywilnej" i za tylko takie być nadawany.

## Wygląd

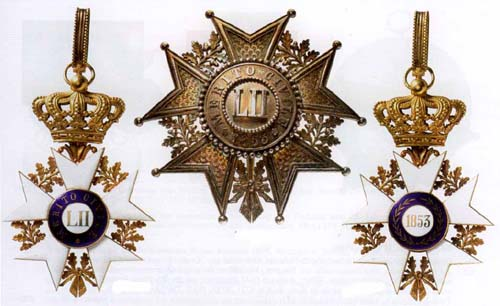
Obecny wygląd I klasy (awers, gwiazda i rewers)

Pierwotnie oznaką orderu była pięcioramienna gwiazda z ramionami krzyża maltańskiego, emaliowana na biało. Medalion środkowy awersu ukazywał inicjały założyciela "L II" otoczone napisem "MERITO MILITARE" (obecnie "MERITO CIVILE"), a na rewersie medalionu datę "1853". Między ramionami oznaki położony był zielony wieniec z liści dębowych (oznaka męstwa). Zawieszką była złota (w III. klasie srebrna) korona królewska. Już na wygnaniu, po zmianie statutów, Habsburgowie Toskańscy dodali do insygniów gwiazdę I. i II. klasy. Jest ona identyczna z awersem oznaki, lecz nieukoronowana. Wstążka orderu jest czerwona z obustronnymi czarnymi bordiurami.
Wszystkie insygnia podlegają po śmierci posiadacza zwrotowi do kancelarii orderu.